# Willem Everts (1895-1977)
Willem Pius Everts (Sevenum, 17 april 1895 – 10 december 1977) was een Nederlands politicus.

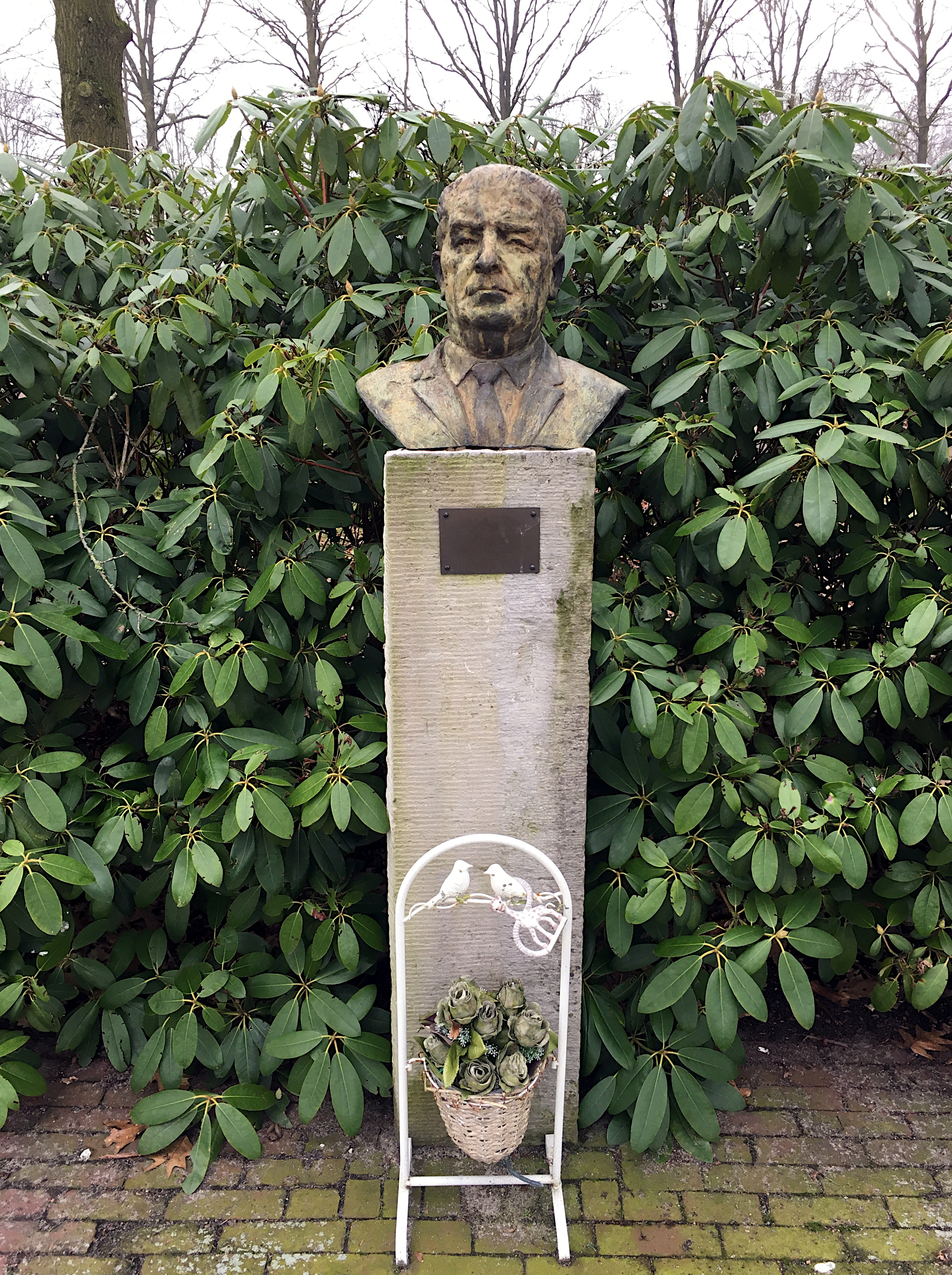
Borstbeeld Willem Everts in Evertsoord

Hij werd geboren als zoon van Pieter Hubert Everts (1853-1925) en Maria Aldegonda Hubertina Raedts (1862-1899). Toen W.P. Everts geboren werd was zijn vader burgemeester van Sevenum en in 1902 volgde diens broer H.M.G. Everts hem daar op. Rond 1921 werd W.P. Everts de gemeentesecretaris van Sevenum en in 1923 volgde hij zijn oom op als burgemeester van Sevenum. Als burgemeester maakte hij zich sterk voor werkgelegenheid in zijn gemeente en daartoe konden werkverschaffingskampen in nog te ontginnen gebieden zorgen. De huidige plaats Evertsoord bevond zich bij een van de twee kampen en Everts zag daar mogelijkheden voor groei van zijn gemeente.
Als herinnering aan 25 jaar Evertsoord, werd in 1984 een borstbeeld van Everts onthuld aan de Patersstraat, nabij gemeenschapshuis Smêlentôs.
Everts ging in 1960 met pensioen en in 1977 overleed hij op 82-jarige leeftijd.
1. ↑  Werkverschaffing in de Peel